# Gefäßchirurgie
Die Gefäßchirurgie ist ein Teilgebiet der Chirurgie, das sich mit der Diagnose und Therapie von Erkrankungen des Gefäßsystems befasst. Das Gefäßsystem besteht aus Arterien, Venen und den Lymphgefäßen. Das Fachgebiet hat sich aus der Allgemein- und Herzchirurgie entwickelt, stellt mittlerweile aber ein eigenes Fachgebiet dar. Seit 2004 gibt es in Deutschland einen eigenständigen Facharzt für Gefäßchirurgie.
Die Behandlung umfasst die medikamentöse Therapie, minimalinvasive (endovaskuläre) Katheter- und offen chirurgische Rekonstruktions-Verfahren, sowie die Kombination aus endovaskulären und offen-chirurgischen Verfahren (sogenannte Hybrid-Operationen). Zu den typischen Eingriffen zählen die chirurgische Ausschälung von arteriosklerotischen Gefäßablagerungen, die Anlage von Gefäßbypässen und die Katheter gestützte endovaskuläre Rekanalisation von Gefäßengstellen oder -verschlüssen bei peripherer oder zentraler arterieller Verschlusskrankheit. Häufig ist auch der offen chirurgische oder endovaskuläre Ersatz von Aneurysmen (Gefäßerweiterungen) durch Prothesen. Daneben werden in der Gefäßchirurgie Dialyse-Shunts angelegt, Krampfadern und venöse Thrombosen behandelt und chronische Wunden therapiert. Auch bei allen Arten von traumatischen Gefäßverletzungen ist die Gefäßchirurgie involviert.

## Geschichte der Gefäßchirurgie
Bis in die Neuzeit bestand die (offene) chirurgische Behandlung von Blutgefäßen vor allem in blutstillenden Maßnahmen, etwa der bereits seit der Antike bekannten Gefäßunterbindung oder Gefäßligatur.
Um 700 v. Chr. beschrieb der indische Chirurg Sushruta die Ligatur (Unterbindung) von Blutgefäßen mit Hanf-Fäden sowie die Verwendung von Brenneisen und kochendem Öl, um Blutungen zu stillen.
Galen, der im 2. Jahrhundert n. Chr. in Rom als Chirurg der Gladiatoren wirkte, berichtete ebenfalls über die Kunst des Blutstillens. Er erkannte den Unterschied zwischen venösen und arteriellen Blutungen und führte eine differenzierte Therapie ein. Venöse Blutungen wurden mit blutstillenden Mitteln behandelt, wohingegen arterielle Blutungen durch Ligatur („Abbinden“) versorgt wurden.
Ein bedeutender Meilenstein für die Entwicklung der Gefäßmedizin war die Entdeckung der Blutzirkulation durch William Harvey im Jahre 1628.
Die erste Beschreibung der Behandlung eines Poplitealaneurysmas (Erweiterung der Kniekehlenschlagader) durch proximale und distale Ligatur erfolgte durch John Hunter 1785, der als Mitbegründer der wissenschaftlichen Chirurgie gilt.
Und nachdem der griechische Arzt Antyllos bereits im 2. Jahrhundert n. Chr. genaue Vorschriften für die Versorgung von Gefäßverletzungen machte, die Behandlung von (traumatischen) Aneurysmen beschrieb und zwischen echten („Erweiterungsaneurysma“) und falschen Aneurysmen („Aderrissaneurysma“) unterschied, war es Rudolph von Matas, der die Technik 1888 in die Moderne überführte.
Im Jahr 1882 baute der Chirurg Max Schede die Gefäßnahttechnik aus. 1897 führte der amerikanische Chirurg John Benjamin Murphy erstmals erfolgreich eine zirkuläre Naht (eine End-zu-End-Verbindung) an der Oberschenkelarterie bei einem Patienten durch, der aufgrund einer Schussverletzung ein falsches Aneurysma entwickelt hatte.
Als Pionier der modernen arteriellen Gefäßchirurgie gilt der französische Mediziner Alexis Carrel. Erschüttert durch den Tod des Präsidenten der Französischen Republik Marie François Sadi Carnot 1894, der infolge eines Messerattentats mit Verletzung der Pfortader unter der Hand der besten Chirurgen Frankreichs verblutete, entwickelte er bis 1902 die noch heute eingesetzte Naht-Technik zur Herstellung von Gefäßverbindungen („Gefäßanastomose“). 1912 erhielt er für seine Arbeiten auf dem Gebiet der Gefäßchirurgie und Organtransplantationen den Nobelpreis für Medizin.
Das Einsetzen (Interposition) von Venenabschnitten zur Behandlung von Arterienverletzungen führte der deutsche Chirurg Erich Lexer 1907 ein.
Carrels Schüler Ernst Jeger beschrieb in Die Chirurgie der Blutgefäße und des Herzen 1913 die Technik des femoropoplitealen Venenbypasses (Oberschenkel-Bypass) sowie die der Herztransplantation, wie sie später erstmals von Christiaan Barnard durchgeführt wurde.
Weitere gefäßchirurgische Pioniertaten waren die Unterbindung eines persistierenden Ductus Botalli durch Robert E. Gross und J. P. Hubbard in Boston 1938 und die Resektion einer angeborenen Aortenisthmusstenose durch Clarence Crafoord in Stockholm 1945 mit der ersten End-zu-End Anastomose einer Aorta.
Zur Rupturprävention ummantelte Herman Pearse 1940 ein Aortenaneurysma mit Cellophan. Diese Technik wurde von Rudolf Nissen 1948 bei Albert Einstein angewandt. 1955 kam es trotz der Therapie bei Einstein zu einer Aortenruptur. Obwohl es in der Zwischenzeit einige bahnbrechende Fortschritte auf dem Gebiet der Aneurysmabehandlung gab, lehnte Einstein eine erneute Operation mit den Worten ab: „Ich möchte gehen, wann ich möchte. Es ist geschmacklos, das Leben künstlich zu verlängern. Ich habe meinen Anteil getan, es ist Zeit zu gehen.“ Er starb infolge der Ruptur fünf Tage später.
1951 war Charles Dubost in Paris erstmals die Rekonstruktion einer rupturierten Aorta gelungen. Arthur Voorhees hatte mit der Entdeckung von Vinyon „N“ (hergestellt aus der ersten vollsynthetischen Spinnfaser Polyvinylchlorid) die Grundlage für alloplastisches Gefäßersatzmaterial geschaffen. 1952 verwendete sein Chef Arthur Blakemore dieses erstmals erfolgreich als Gefäßersatz bei einer Aortenruptur.
Im Weiteren setzte sich der alloplastische Gefäßersatz zunehmend durch und wurde von Jörg Vollmar in Deutschland eingeführt und weiterentwickelt.
Die Methodik zur Verbesserung der Durchblutung bei peripherer Verschlusskrankheit entwickelte sich erst durch die Entdeckung und Produktion des Heparins weiter. Joao Cid Dos Santos führte die erste erfolgreiche Thrombendarteriektomie (Gefäßausschälung) 1946 im Bereich der Oberschenkelarterie durch.
Jean Kunlin behandelte in Paris 1948 erstmals einen Patienten mit schwerer peripherer Verschlusskrankheit mittels Anlage eines Oberschenkelbypasses (femoro-poplitealen Bypass) durch Implantation einer umgedrehten körpereigenen Vene (Vena saphena magna).
Als Begründer der endovaskulären / minimalinvasiven Chirurgie gilt Sven-Ivar Seldinger, der 1952 die Technik der perkutanen („durch die Haut“) Gefäßpunktion entwickelte.
1962 erfand der amerikanische Medizinstudent Thomas Fogarty den Thrombektomie-Katheter, dessen Technik bis heute zur Bergung von Blutgerinnseln aus verschlossenen Gefäßen verwendet wird.
Der Amerikaner Charles Dotter beschrieb 1963 erstmals die perkutane transluminale Angioplastie (sogenannte PTA), wobei er mit Hilfe von konischen Kathetern Gefäßengstellen erweiterte. 1969 implantierte er erstmals Stents („Gefäßstützen“) bei Tieren.
Die erste Ballon-Angioplastie (Ballon-Dilatation) von Gefäßen gelang 1975 Andreas Grüntzig am Universitätsspital in Zürich.
1978 wurde von Julio Palmaz der erste Stent beim Menschen implantiert.
Dass Stents nicht nur zur Behandlung von Gefäßengstellen und -verschlüssen verwendet werden können, zeigte 1987 Nikolay Volodos in der Ukraine (Sowjetunion). Er ummantelte Stents mit speziellem Stoff und konnte damit Aneurysmen ausschalten. Dies blieb dem Westen jedoch unbekannt, bis 1990 Juan Parodi in den USA die gleiche Idee verwirklichte.
Die erste erfolgreiche Stentprothesenimplantation bei einem rupturierten Aortenaneurysma beschrieb Syed Yusuf 1994.
Neben der arteriellen Gefäßchirurgie spielt bei der Behandlung von Venenleiden vor allem die Therapie der Krampfadern eine große Rolle. Diese wurden ebenfalls bereits seit der Antike behandelt. Es existieren dazu Berichte von Celsus (ca. 40 nach Chr.) und Cajus Plinius Secundus (23–79 nach Chr.). Meilensteine in der Krampfadertherapie beinhalteten die Entwicklung der Technik des Venen-Strippings durch W.W. Babcock 1907, die noch heute angewendet wird, sowie die Technik der endovenösen/minimalinvasiven Venenablation („Verödung“) durch Laser oder Radiowelle, die 1998 entwickelt wurde. Daneben spielen chemische Verfahren zur Verklebung und Verätzung von Venen eine Rolle.
Zwar wurde die Deutsche Gesellschaft für Gefäßchirurgie bereits im Dezember 1984 gegründet, ein eigenständiges chirurgisches Fachgebiet vertritt sie in Deutschland jedoch erst seit 2004. Das Teilgebiet „Gefäßchirurgie“ gibt es seit 1977. Zu den Pionieren der Gefäßchirurgie in Deutschland gehörten etwa Jörg Vollmar in Heidelberg und Ulm und Martin Sperling in Würzburg.
Auch im 21. Jahrhundert setzte die Gefäßchirurgie ihre rasche Entwicklung fort – insbesondere auf dem Gebiet der endovaskulären Chirurgie, die in der Erstbeschreibung einer sogenannten „Endo-Bentall“-Operation im Jahr 2020 einen Höhepunkt fand.

## Wirkungsbereich
| ICD-10-GM_Version 2021 | I60-I89     |
| OPS-code Version 2021  | 5-38...5-39 |

Die Gefäßchirurgie umfasst die Chirurgie der Aorta, der Halsschlagadern und der oberen als auch unteren Extremität, einschließlich der Becken-, Oberschenkel- und Schienbeinarterien. Zur Gefäßchirurgie gehört auch die Chirurgie der Venen bei thrombotischen Verschlüssen, bei Krampfadern und bei Erkrankungen wie dem May-Thurner-Syndrom. Daneben gehört zur Gefäßchirurgie die Dialysezugangschirurgie und gegebenenfalls auch die Transplantationschirurgie.
Die wichtigsten Krankheitskategorien und die damit verbundenen Verfahren sind nachstehend aufgeführt.
| Gefäßmedizinische Erkrankung | Therapie/Prozedur |
| Akute und chronische (Periphere arterielle Verschlusskrankheit, pAVK) Extremitätenischämie                                                        | Thrombektomie Thrombendarteriektomie Bypassanlage Perkutane transluminale Angioplastie Perkutane transluminale Stentangioplastie Perkutane Aspirations/Rotationsthrombektomie Amputation                                                                            |
| Aortenaneurysmen - Thorakales Aortenaneurysma - Thorako-abdominelles Aortenaneurysma - Abdominelles Aortenaneurysma                               | Offener Aortenersatz Endovascular Aneurysm Repair (EVAR) Komplexe Endovasculäres Aortenrepair mit - Fenestrierter Endoprothesenimplantation (FEVAR) - Gebranchter Endoprothesenimplantation (BEVAR) - Parallelgraft-Technik (CHEVAR)                                |
| Akutes Aortensyndrom - Symptomatisches penetrierendes Aorten Ulcus (PAU) - Intramurales Hämatom - Aortendissektion                                | Offener Aortenersatz Thoracic Endovascular Aneurysm Repair (TEVAR) Komplexe Endovasculäres Aortenrepair mit - Fenestrierter Endoprothesenimplantation (FEVAR) - Gebranchter Endoprothesenimplantation (BEVAR) - Parallelgraft-Technik (CHEVAR) - Candy-Plug-Technik |
| Aorto-iliacale Verschlusskrankheit | Thrombendarteriektomie Bypassanlage Perkutane transluminale Angioplastie Perkutane transluminale Stentangioplastie |
| Morbus Winiwarter-Buerger | Medikamentöse Therapie Sympathektomie Thrombendarteriektomie Bypassanlage Perkutane transluminale Angioplastie Perkutane transluminale Stentangioplastie |
| Arterio-venöse (AV)-Malformationen | Resektion Embolisation |
| Symptomatische und asymptomatische Carotisstenose (Cerebrovaskuläre Verschlusskrankheit, TIA, Schlaganfall)                                       | Thrombendarteriektomie Perkutane transluminale Stentangioplastie Transcarotidale Stentangioplastie (TCAR) |
| Chemotherapie, Immuntherapie | Port-a-Cath-Anlage |
| Chronische Niereninsuffizienz | Dialyse Shuntanlage (Z.B. Cimino-Brescia-Fistel) Demers/Kimal Katheter Anlage |
| Chronisch venöse Insuffizienz/Krampfadern | Crossektomie und Venenstripping Venenablation (endovenöse Thermoablation mittels Laser oder Radiowelle) Sklerosierung |
| Bindegewebserkrankungen (z. B. Marfan-Syndrom, Ehlers-Danlos Syndrom, Loeys-Dietz-Syndrom)                                                        | In Abhängigkeit von der Lokalisation Offener Aortenersatz |
| Tiefe Venenthrombose | Offene und endovaskuläre Rekanalisationsverfahren |
| Endoleak nach Stentgraftimplantation | Offene Aortenchirurgie Perkutane transluminale Angioplastie Perkutane transluminale Stentangioplastie Embolisation EVAR |
| Fibromuskuläre Dysplasie | Perkutane transluminale Angioplastie Perkutane transluminale Stentangioplastie |
| Riesenzellarteriitis | Medikamentöse Therapie In Abhängigkeit der Lokalisation endovaskulär oder offen chirurgisch |
| Lymphödem | Lymphknoten-Transplantation Lymphatovenöse Anastomosenanlage Lasertherapie Liposuktion |
| Arteriell und venöse Kompressionssyndrome, z. B. - Dunbar-Syndrom - Popliteales Entrapment - Nutcracker-Syndrom - Thoracic outlet / inlet syndrom | Dekompressionsoperationen |
| Mesenteriale Ischämie | Thrombektomie Bypassanlage, Transposition Perkutane transluminale Angioplastie Perkutane transluminale Aspirationsthrombektomie Perkutane transluminale Stentangioplastie Retrogrades offenes mesenteriales Stenting (ROMS)                                         |
| Pseudoaneurysmen/Aneurysma spurium | Kompression und Kleberinstillation (Fibrin) Plastische Rekonstruktion Embolisation Gecoverte Stentprothesen-Implantation |
| Subclavian steal Phänomen/Syndrom | Medikamentöse Therapie Anlage Carotis-subclavia Bypass/Transposition Perkutane transluminale Angioplastie Perkutane transluminale Stentangioplastie |
| Traumata | Offen chirurgisch oder endovaskulär |